# Hoya Redonda
El caserío de Hoya Redonda pertenece al municipio de Enguera (Valencia), está situado en la Comunidad Valenciana, pasando por la pedanía de Navalón.
Se trata de un caserío cuyo nombre va unido desde muy antiguo a la vecina Cañada de Salomón.
Podría tratarse de la alquería perteneciente a Hadel Asalom y que fue entregada al alcaide del castillo de Carmuxen por cederlo sin lucha a Jaime I.

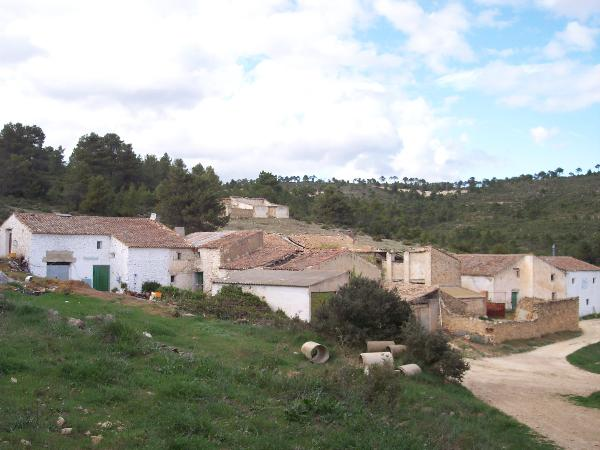
Caserío de Hoya Redonda

En cualquier caso, parece tratarse de una alquería árabe, como sugiere el nombre de la cercana cañada Albeitar.
En el siglo XVIII la heredad pertenecía a Francisco Sanchiz y Juan Marín Ros.

## Geografía de Hoya Redonda
Hoya Redonda está a una altitud de 905 m s. n. m. y se encuentra a 38º55'55N 0º55'44W
Consta de varias casas antiguas y establos, casi todos en estado de ruina, excepto una casa observatorio perteneciente a una agrupación de aficionados a la astronomía denominada Astrònoms d'Algemesí (http://www.astronoms.org) y otra casa con dos habitantes censados (año 2010).
- Datos: Q5903707